# Catopsis floribunda
Catopsis floribunda är en gräsväxtart som beskrevs av Lyman Bradford Smith. Catopsis floribunda ingår i släktet Catopsis och familjen Bromeliaceae. Inga underarter finns listade i Catalogue of Life.